# Relações entre Coreia do Norte e Líbia
As relações entre a Coreia do Norte e a Líbia  referem-se as relações internacionais entre o país da Ásia Oriental, a Coreia do Norte, e o país do Norte de África, a Líbia.
A Coreia do Norte estabeleceu relações diplomáticas formais com a Líbia de Muammar Gaddafi em 1974. O governo norte-coreano tem uma embaixada em Trípoli.

## História das relações líbio-norte-coreanas

### 1974-2011: cooperação militar e nuclear

Alcance dos mísseis balísticos líbios caso a Líbia tivesse adquirido os mísseis norte-coreanos em 1996

De 1974 até 2011, as relações entre os dois países são marcadas por um acordo amigável, com a Coreia do Norte fornecendo nomeadamente para o regime líbio hexafluoreto de urânio, um composto utilizado para o enriquecimento de urânio e combustível para reatores nucleares / armas nucleares segundo um relatório de O Pentágono.
Um certo número de profissionais norte-coreanos também estiveram presentes no país. As exportações norte-coreanas para a Líbia incluíram equipamento militar, como o Scud-C com um alcance de 550 km. O governo líbio também se mostra favorável à aquisição de mísseis balísticos de médio alcance Rodong-1 e até mesmo mísseis de longo alcance da Coreia do Norte por causa do embargo de armas imposto pelas Nações Unidas, a fim de usá-los contra possíveis alvos estadunidenses e da OTAN no caso de ameaças ocidentais. As autoridades estadunidenses, então, denunciaram uma "cooperação entre Coreia do Norte e Líbia". A Coreia do Norte foi de fato um dos principais fornecedores de armas para a Jamahiriya Árabe Líbia, bem como a União Soviética.
Em 19 de dezembro de 2003, a Líbia finalmente concordou em finalizar seu programa de armas de destruição em massa, destruir seus mísseis balísticos com um alcance superior a 300 km / carga útil de 500 kg e permitir inspeções imediatas pela ONU.

### Guerra Civil Líbia e queda de Muammar al-Gaddafi
Em 2011, quando a Guerra Civil Líbia eclodiu, armas convencionais norte-coreanas foram encontradas pelos rebeldes do Conselho Nacional de Transição, incluindo foguetes, canhões antiaéreos e minas antipessoal. Em 24 de março de 2011, o governo norte-coreano sugeriu para a Líbia em um comunicado que esta "deveria ter mantido o seu programa nuclear". O desmantelamento das armas de destruição em massa da Líbia, efetivamente, possibilitou a intervenção militar da OTAN de acordo com alguns analistas. Em 12 de maio de 2011, a embaixada norte-coreana em Trípoli foi danificada em um ataque da OTAN que teve como alvo um complexo militar líbio situado nas proximidades. A OTAN negou pouco depois que visava a embaixada.
A Coreia do Norte não reconheceu a autoridade dos rebeldes e proibiu seus cidadãos que trabalhavam na Líbia (cerca de duzentos) de retornar para a Coreia por receio de uma propagação da revolta popular.